# Bibio (musique)
Pour les articles homonymes, voir Bibio.
Bibio est le nom de scène du musicien anglais Stephen James Wilkinson né le 4 décembre 1978 dans les Midlands de l'Ouest. Il est édité par les labels Warp Records et anciennement Mush Records (en).

## Biographie
Habitant des Midlands de l'Ouest en Angleterre, Stephen Wilkinson a développé une passion pour la musique expérimentale pendant sa fréquentation de l’Université du Middlesex à Londres où il étudia dans la section « Sonic Arts ».
Il développa son propre style de musique en s'inspirant de l’electronica contemporaine de groupes tels que Boards of Canada et en incorporant des enregistrements sur le terrain et des sons trouvés. Les mélodies de guitares modifiées électroniquement et les vrombissements de synthétiseurs sont des motifs récurrents dans ses morceaux. Ces derniers font que sa musique est considérée comme un hybride d’electronica ou d’IDM et de musique folk traditionnelle.
Sa musique est utilisée dans diverses campagnes publicitaires pour des groupes tels que L.L.Bean (en), Adult Swim, Toyota et Amazon. Un titre de son album Ambivalence Avenue, Lovers' Carvings, est utilisé dans la première publicité du projet Google Glass. En 2009, il réalise une reprise du morceau Kaini Industries de Boards of Canada, duo associé lui aussi au label Warp.

## Discographie
- fi (en) – 2004 (Mush Records (en)). Édition CD & vinyle.
- Sheila Sets Sail / Tribio – 2005 (Artist’s Valley Records). Vinyle 7" limité à un pressage de 200 exemplaires.
- Hand Cranked (en) – 2006 (Mush Records). Édition CD & vinyle.
- Ovals and Emeralds – 2009 (Mush Records). Disponible en téléchargement (EP vinyle à paraître).
- Vignetting the Compost (en) – 2009 (Mush Records (en)). Édition CD & vinyle.
- Ambivalence Avenue – 2009 (Warp Records) Édition CD & double LP[1].
- Ambivalence Avenue / Fire Ant – 2009 (Warp Records) Single vinyle 7".
- The Apple and the Tooth – 2009 (Warp Records) Édition CD & vinyle.
- Mind Bokeh – 2011 (Warp Records) Édition CD & vinyle[2].
- Silver Wilkinson (en) – 2013 (Warp Records) Édition CD & vinyle.
- A Mineral Love – 2016 (Warp Records) Édition CD & double LP[3].
- Phantom Brickworks – 2017 (Warp Records)
- Ribbons – 2019 (Warp Records)
- BIB10 – 2022 (Warp Records)
- Phantom Brickworks (LP II) – 2024 (Warp Records)

## À propos
- Le nom « Bibio » vient d'une mouche que le père de Wilkinson insistait pour utiliser lors de séjours de pêche au Pays de Galles (qui inspirèrent l'amour de Bibio pour les sons de la nature)[4].
- Marcus Eoin du groupe Boards of Canada a soutenu Bibio en décrivant le projet comme « the antidote to the modern laptopia of pristine electronic music. »
- Le morceau de Bibio « Bewley in Grey » (issu de l'album fi (en)) a été utilisé dans une publicité de la société L.L.Bean (en)[5].
- Le morceau de Bibio « Zoopraxiphone » (issu de l'album Hand Cranked (en)) a été utilisé dans une publicité de la société Toyota.
- Le morceau de Bibio « Lovers’ Carvings » a été utilisé dans une publicité de GDF Suez, dans la vidéo de présentation du projet Google Glass de Google[6], ainsi que dans la série 2012 (Juillet) du Film du Tour sur France 3 (en première musique après le générique), résumé quotidien des étapes du Tour de France et dans le film autobiographique de Kheiron « Nous trois ou rien » sorti en 2015.
- Le morceau de Bibio « Curls » a été utilisé dans Love Hard  un film de Noël comique et romantique américain réalisé par Hernán Jiménez et sorti en 2021 sur Netflix avec l'actrice Nina Dobrev.